# 카라반 픽처스
카라반 픽처스(영어: Caravan Pictures)는 1992년에 조 로스와 로저 빈범이 함께 설립한 미국의 영화 제작사 겸 월트 디즈니 컴패니 영화 사업 부문의 계열사로, 월트 디즈니 픽처스, 터치스톤 픽처스, 할리우드 픽처스와 5년동안 제작 협력 계약을 채결했다. 그러나 1994년, 조 로스가 월트 디즈니를 떠나면서 로저 빈범이 대표회사직을 이어받게되었으나, 1998년, 게리 바버를 스카우트해서 월트 디즈니 컴패니의 5년간의 추가 계약을 맺는 대신 스파이글래스 엔터테인먼트로 상호를 변경함에 따라서 자취를 감추게 되었다.

## 주요 작품 목록
| 제목                           | 개봉 날짜 (북미 기준) | 협력 제작사        |
| ------------------------------ | --------------------- | ------------------ |
| 삼총사                         | 1993.11.12            | 월트 디즈니 픽처스 |
| 앤지                           | 1994.3.4              | 할리우드 픽처스    |
| 사랑의 특종                    | 1994.6.29             | 터치스톤 픽처스    |
| 외야의 천사들                  | 1994.7.15             | 월트 디즈니 픽처스 |
| 이중 임무                      | 1994.11.23            | 할리우드 픽처스    |
| 하우스게스트                   | 1995.1.6              | 할리우드 픽처스    |
| 뉴욕 보이즈                    | 1995.2.3              | 터치스톤 픽처스    |
| 비만 클럽                      | 1995.2.17             | 월트 디즈니 픽처스 |
| 톨 테일                        | 1995.3.24             | 월트 디즈니 픽처스 |
| 당신이 잠든 사이에             | 1995.4.21             | 할리우드 픽처스    |
| 빅 그린                        | 1995.9.29             | 월트 디즈니 픽처스 |
| 데드 프레지던트                | 1995.10.4             | 할리우드 픽처스    |
| 파우더                         | 1995.10.27            | 할리우드 픽처스    |
| 비포 앤 애프터                 | 1996.2.23             | 할리우드 픽처스    |
| 배스킷 히어로                  | 1996.4.19             | 할리우드 픽처스    |
| 리틀 프레지던트                | 1996.8.30             | 월트 디즈니 픽처스 |
| 진실과 탐욕                    | 1996.9.13             | 할리우드 픽처스    |
| 메트로                         | 1997.1.17             | 터치스톤 픽처스    |
| 동창회 대소동                  | 1997.4.11             | 할리우드 픽처스    |
| 두 낚시꾼에게 무슨 일이 생겼나 | 1997.5.30             | 할리우드 픽처스    |
| 지. 아이. 제인                 | 1997.8.22             | 할리우드 픽처스    |
| 로켓 맨                        | 1997.10.10            | 월트 디즈니 픽처스 |
| 워싱턴 스퀘어                  | 1997.10.17            | 할리우드 픽처스    |
| 식스 데이 세븐 나잇            | 1998.6.12             | 터치스톤 픽처스    |
| 사이먼 버치                    | 1998.9.11             | 할리우드 픽처스    |
| 홀리 맨                        | 1998.10.9             | 터치스톤 픽처스    |
| 형사 가제트                    | 1999.7.23             | 월트 디즈니 픽처스 |

## 같이 보기
- 월트 디즈니 픽처스
- 터치스톤 픽처스
- 할리우드 픽처스